# 쉬푸가오
쉬푸가오(徐步高 1970년 5월 17일 ~ 2006년 3월 17일)는 홍콩의 경찰관이자, 살인과 강도를 저지른 범죄자이다.

## 인물
하카계 출신이며, 푸젠성에서 2남 중의 장남으로 태어난 쉬는 1978년에 홍콩으로 이주했다. 이후 1993년에 경찰관이 되었다.

## 사건 개요

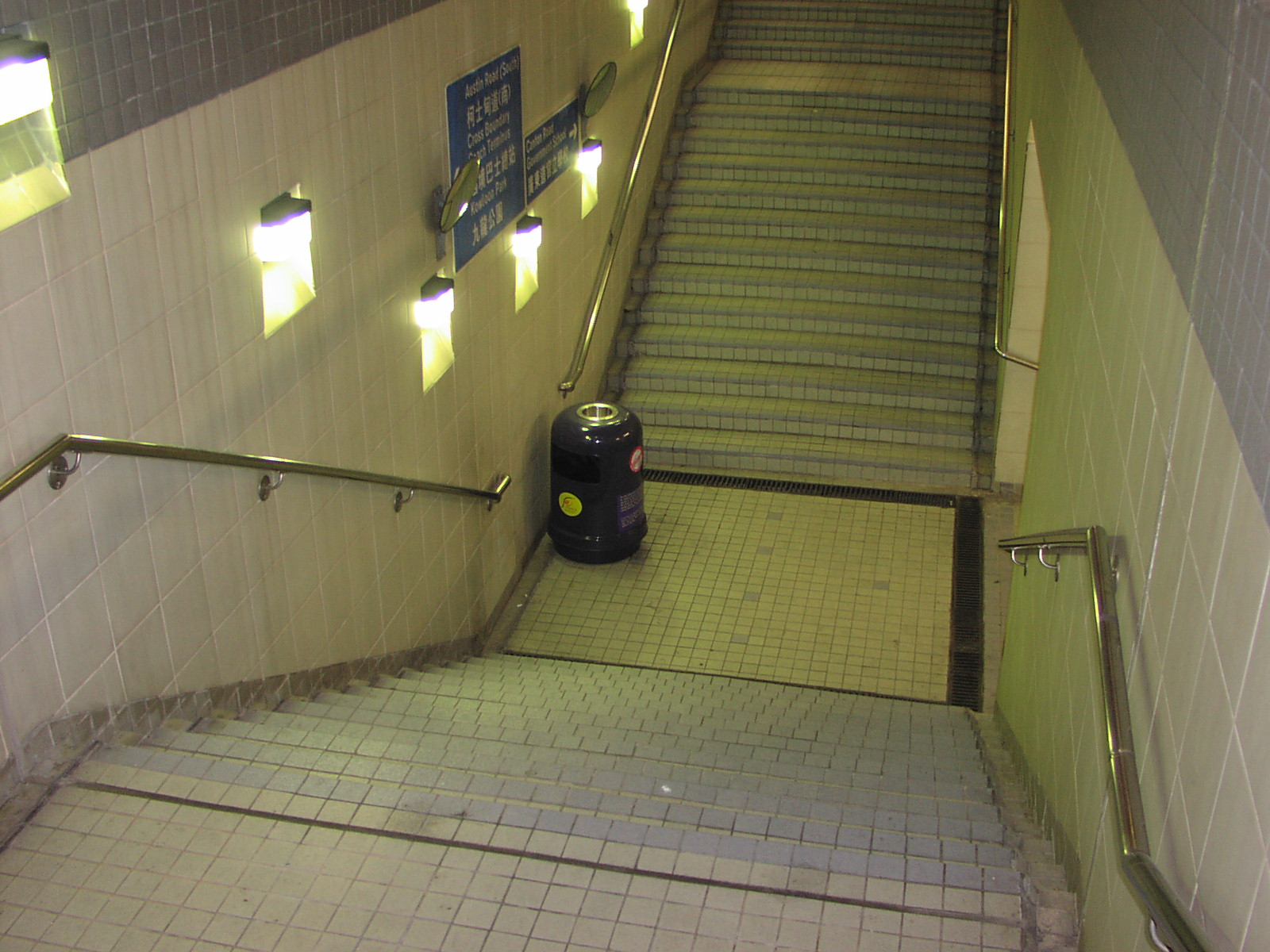
2006년 총격 사건의 현장이 된 지하도

쉬는 2001년 3월에 경관인 량청언을 죽이고 그 권총을 빼앗았다. 이어 같은 해 12월 5일, 쉬는 량을 죽이고 빼앗은 권총을 가지고 항솅은행(zh)의 지점을 습격, 50만 홍콩 달러를 훔치고 은행 경비원인 파키스탄인 자파르 이쿠발 칸을 살해했다. 이후 2006년 3월 17일, 동료 경찰관인 선자창과 정궈항을 찜샤쯔이의 한 지하도에서 습격했다. 총격전이 벌어졌고, 정은 쉬가 쏜 총탄에 머리를 맞고 숨졌으나, 쉬도 정이 쏜 총탄에 맞아 숨졌다.

## 기타
쉬푸가오는 한어 병음 표기에 따른 발음으로, 광둥어로는 쯔이 포코(Tsui Po Ko)라고 읽는다.

## 같이 보기
- 우범곤 - 연쇄 살인을 저지른 대한민국의 경찰관.
- 가타기리 미사오 - 마찬가지로 타인의 총을 빼앗아 범행을 저지른 인물.